# Гаель Кліші
Гае́ль Кліші́ (фр. Gaël Clichy, французька вимова [ɡaɛl kliʃi]; нар. 26 липня 1985, Тулуза, Франція) — французький футболіст мартиніканського походження, захисник клубу «Серветт».

## Біографія

### Дитинство
У дитинстві Гаель, намагаючись забратися на залізний паркан, зачепився за паркан кільцем і відірвав собі палець руки. У ході семигодинної операції, коли лікарі намагалися пришити відірваний палець, через проблеми з легенями серце Гаеля зупинилося. Через 20 секунд воно забилося знову, і, на щастя, він зміг повністю видужати. Лікарі охарактеризували те, що Гаелю вдалося вижити, як «диво». Сталася ця історія в п'ятницю, 13-го.

### Клубна кар'єра
На початку своєї футбольної кар'єри Кліші виступав за «Канн», але влітку 2003 року був куплений Арсеном Венгером за 250 тис. фунтів.
Дебютний матч у складі «Арсеналу» Кліші зіграв у матчі на Кубок Футбольної Ліги проти «Ротергем Юнайтед», що закінчився нічиєю 1:1. Першим же його матчем у рамках Прем'єр-Ліги стала гра з «Бірмінгем Сіті», яку «Арсенал» виграв з рахунком 3:0.
У сезоні 2003-04 Кліші виходив на поле 12 разів, і цього виявилося достатньо для того, щоб він отримав медаль чемпіона Прем'єр-Ліги, ставши наймолодшим переможцем АПЛ.
Після того, як Ешлі Коул зламав ногу в жовтні 2005 року, здавалося, що у Кліші з'явився прекрасний шанс проявити себе в іграх за основний склад, а, з урахуванням того, що Коул, за чутками, збирався перебратися до Іспанії, Кліші міг сподіватися і завоювати собі міцне місце в основі. Однак, через дуже короткий час, Кліші отримав серйозну травму, практично ідентичну травмі Коула, і надовго вибув з ладу, залишивши «Арсенал» один на один з великими проблемами в обороні.
Кліші повернувся на поле 25 квітня 2006 року у матчі півфіналу Ліги Чемпіонів проти «Вільяреала», замінивши травмованого Матьє Фламіні. На останній хвилині гри того матчу арбітр вирішив, що Кліші штовхав гравця суперника, і призначив пенальті у ворота «Арсеналу», хоча повтори цього моменту показують, що контакт був мінімальним. Воротар «Арсеналу» Єнс Леманн парирував пенальті, пробитий Хуаном Рікельме.
Травма Кліші знову дала про себе знати, і йому довелося пропустити залишок сезону, включаючи фінал Ліги Чемпіонів. Він зміг повернутися до складу лише 14 жовтня 2006 року.
Після того, як у серпні 2006 року Ешлі Коул перейшов в «Челсі», Кліші став основним гравцем «Арсеналу» на позиції лівого захисника.

### Міжнародна кар'єра
За національну збірну Кліші дебютував 10 вересня 2008 року в матчі кваліфікації на чемпіонат світу 2010 проти збірної Сербії. Взяв участь у матчі чемпіонату світу 2010 проти збірної ПАР, який завершився поразкою французів з рахунком 1-2.

## Статистика

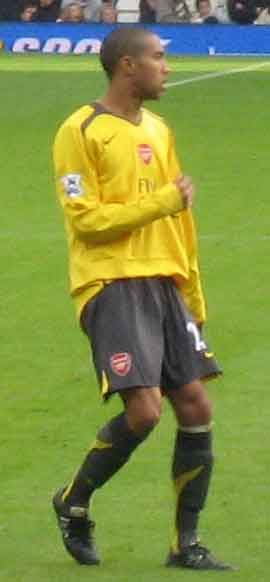
Гаель Кліші 2006 року

### Клуб
На 12 травня 2011
| Клуб      | Сезон   | Ліга | Ліга  | Ліга  | Cup  | Cup   | Cup   | Європа | Європа | Європа | Всього | Всього | Всього |
| Клуб      | Сезон   | Ігор | Голів | Пасів | Ігор | Голів | Пасів | Ігор   | Голів  | Пасів  | Ігор   | Голів  | Пасів  |
| --------- | ------- | ---- | ----- | ----- | ---- | ----- | ----- | ------ | ------ | ------ | ------ | ------ | ------ |
| «Канн»    | 2002–03 | 15   | 0     | 2     | 0    | 0     | 0     | 0      | 0      | 0      | 15     | 0      | 2      |
| Всього    | Всього  | 15   | 0     | 2     | 0    | 0     | 0     | 0      | 0      | 0      | 15     | 0      | 2      |
| «Арсенал» | 2003–04 | 12   | 0     | 0     | 9    | 0     | 0     | 1      | 0      | 0      | 22     | 0      | 0      |
| «Арсенал» | 2004–05 | 15   | 0     | 0     | 7    | 0     | 0     | 2      | 0      | 0      | 24     | 0      | 0      |
| «Арсенал» | 2005–06 | 7    | 0     | 0     | 0    | 0     | 0     | 4      | 0      | 0      | 11     | 0      | 0      |
| «Арсенал» | 2006–07 | 27   | 0     | 1     | 7    | 0     | 0     | 6      | 0      | 0      | 40     | 0      | 1      |
| «Арсенал» | 2007–08 | 38   | 0     | 6     | 1    | 0     | 0     | 10     | 0      | 0      | 49     | 0      | 6      |
| «Арсенал» | 2008–09 | 31   | 1     | 0     | 0    | 0     | 0     | 10     | 0      | 0      | 41     | 1      | 0      |
| «Арсенал» | 2009–10 | 24   | 0     | 1     | 0    | 0     | 0     | 9      | 0      | 0      | 33     | 0      | 1      |
| «Арсенал» | 2010–11 | 33   | 0     | 1     | 5    | 1     | 0     | 6      | 0      | 1      | 44     | 1      | 2      |
| Всього    | Всього  | 187  | 1     | 9     | 29   | 1     | 0     | 48     | 0      | 1      | 264    | 2      | 10     |
| Загалом   | Загалом | 202  | 1     | 11    | 29   | 1     | 0     | 47     | 0      | 1      | 279    | 2      | 12     |

### Збірна
На 14 травня 2011
| Збірна  | Рік    | Ігор | Голів | Пасів |
| ------- | ------ | ---- | ----- | ----- |
| Франція | 2008   | 2    | 0     | 0     |
| Франція | 2009   | 1    | 0     | 0     |
| Франція | 2010   | 6    | 0     | 1     |
| Франція | 2011   | 1    | 0     | 0     |
| Всього  | Всього | 10   | 0     | 1     |

## Досягнення

### Клуб
«Арсенал»
- Чемпіон Англії: 2003-04
- Володар суперкубка Англії: 2004
- Володар кубка Англії: 2004-05

«Манчестер Сіті»
- Чемпіон Англії: 2011-12, 2013-14
- Володар Кубка Ліги: 2013-14, 2015-16
- Володар Суперкубка Англії: 2012

«Істанбул Башакшехір»
- Чемпіон Туреччини: 2019-20

### Індивідуальні
- Наймолодший переможець Прем'єр-Ліга: 2004
- Гравець символічного складу Прем'єр-Ліга сезону 2007/08